# Baauer
Pour les articles homonymes, voir Bauer et Rodrigues (homonymie).
Harry Bauer Rodrigues dit Baauer, né le 30 avril 1989 à Philadelphie est un musicien et producteur de musique électronique (Trap et Bass Music) américain ayant sorti le morceau Harlem Shake, repris des millions de fois sur YouTube sous la forme du mème internet Harlem shake, créant ainsi un buzz.

## Biographie
Baauer est né à Philadelphie d'un père d'origine portugaise et d'une mère juive dont les grands-parents étaient d'origine autrichienne. Il a grandi dans plusieurs pays à cause du travail de son père. Il a vécu en Allemagne de l'âge de quatre à sept ans, au Royaume-Uni de sept à treize ans, puis est rentré aux États-Unis, où il a habité à Westport, dans le Connecticut, de l'âge 13 à 17 ans. Il a fréquenté le lycée Staples Dans le Connecticut jusqu'en 2006, avant de retourner vivre à Londres pendant plus d'un an pour étudier à l'American School in London. Puis il a déménagé à New York pour étudier la technologie audio au City College. Après avoir vécu à Harlem pendant plus de deux ans, sur le campus et hors campus, il s'est installé en 2009 à Brooklyn. Il réside actuellement à Bushwick.

## Discographie

### Albums studio
| Année | Albums studio | Label                | Critique |
| ----- | ------------- | -------------------- | -------- |
| 2016  | Aa            | LuckyMe Records (en) |          |
| 2020  | Planet’s Mad  | LuckyMe Records (en) |          |

### Extended plays
| Année | Extended play | Label                | Critique |
| ----- | ------------- | -------------------- | -------- |
| 2012  | DumDum        | LuckyMe Records (en) |          |

### Singles
| Titre                         | Année | Classement | Classement | Classement | Classement | Classement | Classement | Classement | Classement | Classement | Classement | Album             |
| Titre                         | Année | US         | AUS        | AUT        | BEL (Fl)   | CAN        | IRL        | NLD        | NZ         | SWI        | UK         | Album             |
| ----------------------------- | ----- | ---------- | ---------- | ---------- | ---------- | ---------- | ---------- | ---------- | ---------- | ---------- | ---------- | ----------------- |
| Harlem Shake                  | 2012  | 1          | 1          | 9          | 2          | 6          | 5          | 5          | 1          | 8          | 3          | Single hors album |
| Dum Dum                       | 2012  | —          | —          | —          | —          | —          | —          | —          | —          | —          | —          | DumDum            |
| Higher (featuring Just Blaze) | 2013  | —          | —          | —          | —          | —          | —          | —          | —          | —          | —          | Single hors album |

Une case notée "—" signifie que le titre n'a pas été classé ou n'est pas sorti dans ce pays.

### Remixes
| Année | Titre                                    | Artiste             |
| ----- | ---------------------------------------- | ------------------- |
| 2012  | Talk (Baauer Remix)                      | Krueger             |
| 2012  | Girls (Baauer Remix)                     | Abel                |
| 2012  | Neva Knew (Baauer Remix)                 | Obey City           |
| 2012  | Rollup (Baauer Remix)                    | Flosstradamus       |
| 2012  | Slurring (Baauer Remix)                  | Ryan Hemsworth (en) |
| 2012  | Settle Down (Baauer Remix)               | No Doubt            |
| 2012  | Won't You (Be There) (en) (Baauer Remix) | Nero                |
| 2012  | Mindfields (Baauer Remix)                | The Prodigy         |
| 2012  | Move to the Ocean (Baauer Remix)         | Brick + Mortar      |
| 2013  | You & Me (Baauer Remix)                  | Disclosure          |
| 2016  | Cantina Boys                             | Baauer              |

### Albums
Baauer publie le 17 mars 2016 son album Aa composé de 13 pistes.